# Tulipa edulis
Espèce
Classification phylogénétique
Tulipa edulis (Miq.) Baker, est une espèce de tulipe originaire d'Asie, cultivée comme ornementale dans de nombreux pays pour ses fleurs.

## Habitat
Elle se rencontre en Chine, au Japon et en Corée où elle croît dans des lieux humides, en basse altitude, près des rivières sur les versants boisés et les stations près du niveau de la mer jusqu'à 1 700 m d'altitude.

## Caractéristiques
Tulipa edulis est, comme son nom latin l'indique, comestible et elle est utilisée dans certains cas comme médicament.

## Synonymes
- Amana edulis (Miq.) Honda (nom accepté)
- Amana graminifolia (Baker) A.D.Hall
- Gagea argyi H.Lév.
- Gagea coreana H.Lév.
- Gagea hypoxioides H.Lév.
- Orithyia edulis Miq.
- Orithyia oxypetala A.Gray
- Ornithogalum edule Siebold
- Tulipa edulis (Miq.) Baker
- Tulipa graminifolia Baker[1]